# Rhaeboctesis equestris
Rhaeboctesis equestris är en spindelart som beskrevs av Simon 1897. Rhaeboctesis equestris ingår i släktet Rhaeboctesis och familjen månspindlar. Inga underarter finns listade i Catalogue of Life.